# Constitution Party
United States Constitution Party eller blot Constitution Party) (dansk: Forfatningspartiet) er et politisk parti i USA. Partiet betegner sig selv som konservativt og lægger vægt på en kristen livsanskuelse.
Partier er åbent imod homofili, abort og indvandring i USA. De står for den såkaldte paleokonservatismen, der kan betegnes som et traditionelt konservativt alternativ til nykonservatismen.
Partiet blev grundlagt i 1992 under navnet U.S. Taxpayers' Party. Partiet fik sit nuværende navn i 1999, men i nogen stater og områder har partiet tilknytning til politiske grupper med andre navne.

## Hovedsynspunkter
Partiets hovedsynspunkter er:

### For
- Bekyttelse af livet fra undfangelse til naturlig død
- Opretholdelse af retten for borgerne til at være bevæbnede, således som angivet i "Second Amendment" i USA's forfatning
- Traditionelle kernefamilie-værdier
- Styrkelse af delstaternes rettigheder overfor den føderale regering
- Traditionel fortolkning af den amerikanske forfatning

### Imod
- Indflydelse fra FN på amerikansk udenrigspolitik
- Illegal indvandring og åbne grænser
- Krigsførelse, der strider mod forfatningen, herunder krigene i Irak og Afghanistan
- Frihandelsaftaler, herunder NAFTA og GATT

## Eksterne links
- Officiel hjemmeside
- Partiets officielle videoer

| Politisk parti | Spire Denne artikel om et politisk parti eller gruppe er en spire som bør udbygges. Du er velkommen til at hjælpe Wikipedia ved at udvide den. |

40°02′24″N 76°18′48″V / 40.040135°N 76.313414°V